# Portlandcement
Portlandcement er den mest almindelige type cement, der anvendes overalt i verden som en grundingrediens i beton, mørtel og stuk. Den blev udviklet fra andre typer hydraulisk kalk i England i slutningen af 1800-tallet af Joseph Aspdin. Den består af et fint pulver, der er produceret ved opvarmning af kalksten og lermineraler i en cementovn til dannelse af cementklinker, formaling af klinkerne og tilsætning af 2-3 % gips. Der eksisterer flere typer Portlandcement. Den mest almindelige, kaldet almindelig Portlandcement (OPC), er grå, men hvid Portlandcement findes også. Navnet stammer fra dets lighed med Portland-sten, der brydes på Portland-halvøen i Dorset, England. Det blev navngivet af Joseph Aspdin, der fik patent på det i 1824. Hans søn William Aspdin betragtes imidlertid som opfinderen af "moderne" Portlandcement på grund af sit udviklingsarbejde i 1840'erne.
Portlandcement er ætsende, så det kan forårsage kemiske forbrændinger. Cementpulver kan forårsage irritation eller ved stor eksponering lungekræft. Desuden kan det indeholde nogle farlige komponenter, såsom krystallinsk silica og hexavalent krom. Miljøpåvirkningen fra det høje energiforbrug, der kræves til udvinding, fremstilling og transport af cement, og den dertil knyttede luftforurening, herunder udledning af drivhusgasser (f.eks. kuldioxid), dioxin, NOx, SO2 og partikler, er en kilde til bekymringer. Produktionen af Portlandcement bidrager til ca. 10 % af verdens kuldioxidemission. Som konsekvens af den globale befolkningstilvækst har Det Internationale Energiagentur estimeret, at cementproduktionen vil stige til mellem 12 og 23 % frem mod 2050. Der er flere igangværende forskningsprojekter, der søger efter passende alternativer til Portlandcement.
De lave produktionsomkostninger, og den store tilgængelighed af kalksten, skifer og andre naturligt forekommende materialer, der bruges i Portlandcement, gør det til et af de billigste byggematerialer, der blev bredt anvendt i det forrige århundrede. Beton fremstillet af Portlandcement er et af verdens mest alsidige byggematerialer.